# Клочек, Григорий Дмитриевич
Григо́рий Дми́триевич Клочек (род. 5 марта 1943) — советский и украинский литературовед, организатор образования. Доктор филологических наук, профессор, ректор Кировоградского государственного педагогического университета (2005—2010).

## Биография
Родился в селе Грабовцы на Холмщине (теперь — Польша). В 1945 году семья вывезена в Одесскую область в рамках «обмена населением» между СССР и Польшей. Окончил Одесский университет (1965), служил в армии в Прибалтике, работал директором школ в Одесской области (Вилково, Торосовым, Фрунзовка). Кандидатскую диссертацию, посвящённую сборнику Павла Тычины «Солнечные кларнеты», защитил в Одесском университете (1977).
С 1979 года — в Кировоградском пединституте, заведующий кафедрой украинской литературы. Доктор филологических наук (1990). В 2005 году избран ректором Кировоградского государственного педагогического университета им. В. Винниченко.
Член Национального союза писателей Украины с 1983 года. В 1984—1986 годах возглавлял Кировоградскую областную организацию Союза писателей Украины.
Подготовил 10 кандидатов и одного доктора наук. Автор многочисленных публицистических выступлений. Действительный член АН высшей школы Украины (1995).

## Научная деятельность
Научные интересы связаны с фундаментальными проблемами художественности, познания её путем адекватного анализа с использованием инструментария психологической науки.
Занимается делами школьного филологического образования. Автор ряда пособий нового типа, где литературоведческие и методические материалы, сопровождающие художественный текст. Среди них — «Поэзия Тараса Шевченко: современные интерпретации», «Украинская литература в школе как нациеобразующий фактор» (1997).
Автор книг «Душа моя солнца намрияла…» (1986), «Поэтика Бориса Олейника» (1988), «В свете вечных критериев» (1989), «Поэтика и психология» (1989), «Как приблизиться к Давиду Веревки» (1989), «Поэзия Тараса Шевченко; современная интерпретация» (1998), "Романы Ивана Багряного «Тигроловы» и «Сад Гефсиманский» (1998), «Исторический роман Лины Костенко „Маруся Чурай“» (1998), «Лина Костенко. Учебное пособие-хрестоматия» (составление, интерпретация произведений 1999), «Мир „Велесовой книги“» (2001), «Энергия художественного слова» (2007), «Шевченково Слово: попытки приближения» (2014).
Лауреат литературной премии имени Евгения Маланюка (2004) за книгу "Мир «Велесовой книги», в номинации «Литературоведение и публицистика».